# The Station Agent
The Station Agent is een Amerikaanse komische dramafilm uit 2003, geschreven en geregisseerd door Tom McCarthy in zijn regiedebuut. Het heeft Peter Dinklage in de hoofdrol als een man die eenzaamheid zoekt in een verlaten treinstation in het Newfoundland-gedeelte van Jefferson Township, New Jersey. Het heeft ook Patricia Clarkson, Michelle Williams, Bobby Cannavale en John Slattery in de cast. Voor zijn schrijversprestatie won McCarthy de BAFTA Award voor het Beste Originele Scenario, de Independent Spirit Award voor het Beste Eerste Scenario en de Waldo Salt Screenwriting Award. De film zelf won ook de John Cassavetes Award.

## Verhaal
Finbar McBride is een stille man met achondroplasie die van treinen houdt en een teruggetrokken leven leidt. Wanneer zijn vriend Henry overlijdt en hem een landelijk terrein met een verlaten treinstation achterlaat, hoopt Fin op een leven van eenzaamheid, maar raakt hij betrokken bij zijn buren. Joe Oramas, een Cubaans-Amerikaan, en kunstenares Olivia Harris maken deel uit van de mensen die Fin's leven binnenkomen. Terwijl hun vriendschappen zich ontwikkelen, navigeert Fin door uitdagingen zoals de diepe depressie van Olivia en de onverwachte zwangerschap van Emily. Ondanks aanvankelijke reserves leert Fin dat menselijk contact betekenisvol kan zijn en helpt hij Olivia door een moeilijke periode. De film verkent thema's als vriendschap, eenzaamheid en onverwachte verbindingen die in het leven kunnen ontstaan.

## Rolverdeling
- Peter Dinklage als Finbar McBride
- Patricia Clarkson als Olivia Harris
- Bobby Cannavale als Joe Oramas
- Michelle Williams als Emily
- Raven Goodwin als Cleo
- Paul Benjamin als Henry Styles
- Jayce Bartok als Chris
- Joe Lo Truglio als Danny
- John Slattery als David
- Lynn Cohen als Patty
- Richard Kind als Louis Tiboni
- Josh Pais als Carl

## Productie
The Station Agent werd opgenomen op 16mm-film in 20 dagen met een budget van een half miljoen dollar.
Volgens het commentaar van schrijver-regisseur Tom McCarthy bij de dvd-uitgave werd de film opgenomen met een zeer beperkt budget in een beperkte tijdsduur.

### Filmlocaties
Gebruikte locaties waren onder andere Lake Hopatcong, Dover, Hibernia, Rockaway Township, Rockaway Borough, Hoboken, Newfoundland en Oak Ridge in New Jersey, evenals Bucks County in Pennsylvania. Het station in Newfoundland, oorspronkelijk gebouwd door de New Jersey Midland Railway in 1872, bevindt zich in de New Jerseyse plaats Newfoundland, aan de actieve New York, Susquehanna and Western Railway.

## Release en ontvangst
De film ging in première op het Sundance Film Festival en werd vertoond op het Internationaal filmfestival van Toronto en het San Sebastián Film Festival, voordat deze op 3 oktober 2003 beperkt werd uitgebracht in de VS. Bij de openingsweekend vertoning in drie theaters bracht het US$ 57.785 op, met een gemiddelde van US$ 19.261 per theater en een 55e plek in de box office. De film werd op zijn grootste schaal in 198 theaters uitgebracht, waar het US$ 5.739.376 verdiende in de VS en $2.940.438 internationaal, wat resulteerde in een totaal van $8.679.814, ruim boven het geschatte productiebudget van $500.000.
De film kreeg zeer positieve recensies van critici, met een score van 94% op Rotten Tomatoes gebaseerd op 160 beoordelingen, met een gemiddelde waardering van 8.00/10. De consensus op de website luidt: "Een lieflijke en eigenzinnige film over een dwerg, een eigenaar van een refreshment stand, en een teruggetrokken kunstenaar die met elkaar in contact komen." De film heeft ook een score van 81 van de 100 op Metacritic op basis van 36 beoordelingen.
Verschillende recensenten prezen de film, waaronder Elvis Mitchell van The New York Times, Roger Ebert van de Chicago Sun-Times, Ruthe Stein van de San Francisco Chronicle, en Peter Travers van Rolling Stone. James Christopher van The Times prees met name de briljante vertolking van Peter Dinklage als de onverstoorbare eenling.